# Hanul z Rygi
Hanul z Rygi (data ur. nieznana, zmarły między 25 lutego 1417 a 12 grudnia 1418 w Krakowie) – kupiec z Rygi pochodzenia niemieckiego, mieszczanin wileński. W latach 1382–1387 był namiestnikiem Wilna. W 1382 w trakcie konfliktu między Władysławem II Jagiełłą a Kiejstutem będąc na czele mieszczan oddał Wilno królowi. Był później zaufanym doradcą Jagiełły i Skirgiełły, uczestniczył w wielu misjach dyplomatycznych jak również przyczynił się do nawiązania stosunków handlowych pomiędzy Litwą a Polską.